# Joaquín Lizondo Vergara
Joaquín Lizondo Vergara (Museros, 1933 - Massamagrell, 2008), més conegut com a Ferreret, va ser un jugador de pilota valenciana, dauer en la modalitat d'Escala i corda, primera figura els anys 50 i 60 del segle xx.
Com a jugador destacà per la forta pegada, puix, des del dau, era capaç d'enviar la pilota de vaqueta fins a la galeria del rest amb un carxot. Una lesió al braç dret l'obligà a retirar-se amb 38 anys.
Potent escalater, va formar part del «trio de ferro» de Museros amb Paco Ruiz i el Xato.

## Palmarés
- Campió Nacional d'Escala i Corda: 1966